# John Elway
John Albert Elway Jr. (Port Angeles, Washington, 28 juni 1960) is een Amerikaans voormalig Americanfootballspeler voor de Denver Broncos in de National Football League. Elway speelde als quarterback, won tweemaal de Super Bowl en is in 2004 opgenomen in de Pro Football Hall of Fame.